# Holoptelea grandis
Holoptelea grandis là một loài thực vật có hoa trong họ Ulmaceae. Loài này được (Hutch.) Mildbr. mô tả khoa học đầu tiên năm 1921.